# Green River (Wyoming)
Green River is een plaats (city) in de Amerikaanse staat Wyoming, en valt bestuurlijk gezien onder Sweetwater County. De plaats ontleent zijn naam aan de rivier Green River.

## Demografie
Bij de volkstelling in 2000 werd het aantal inwoners vastgesteld op 11.808. In 2006 is het aantal inwoners door het United States Census Bureau geschat op 11.933, een stijging van 125 (1,1%).

## Geografie
Volgens het United States Census Bureau beslaat de plaats een oppervlakte van 36,3 km², waarvan 35,5 km² land en 0,8 km² water. Green River ligt op ongeveer 1864 m boven zeeniveau. Het ligt zestien km ten noordwesten van het Flaming Gorge Reservoir.

## Galerij

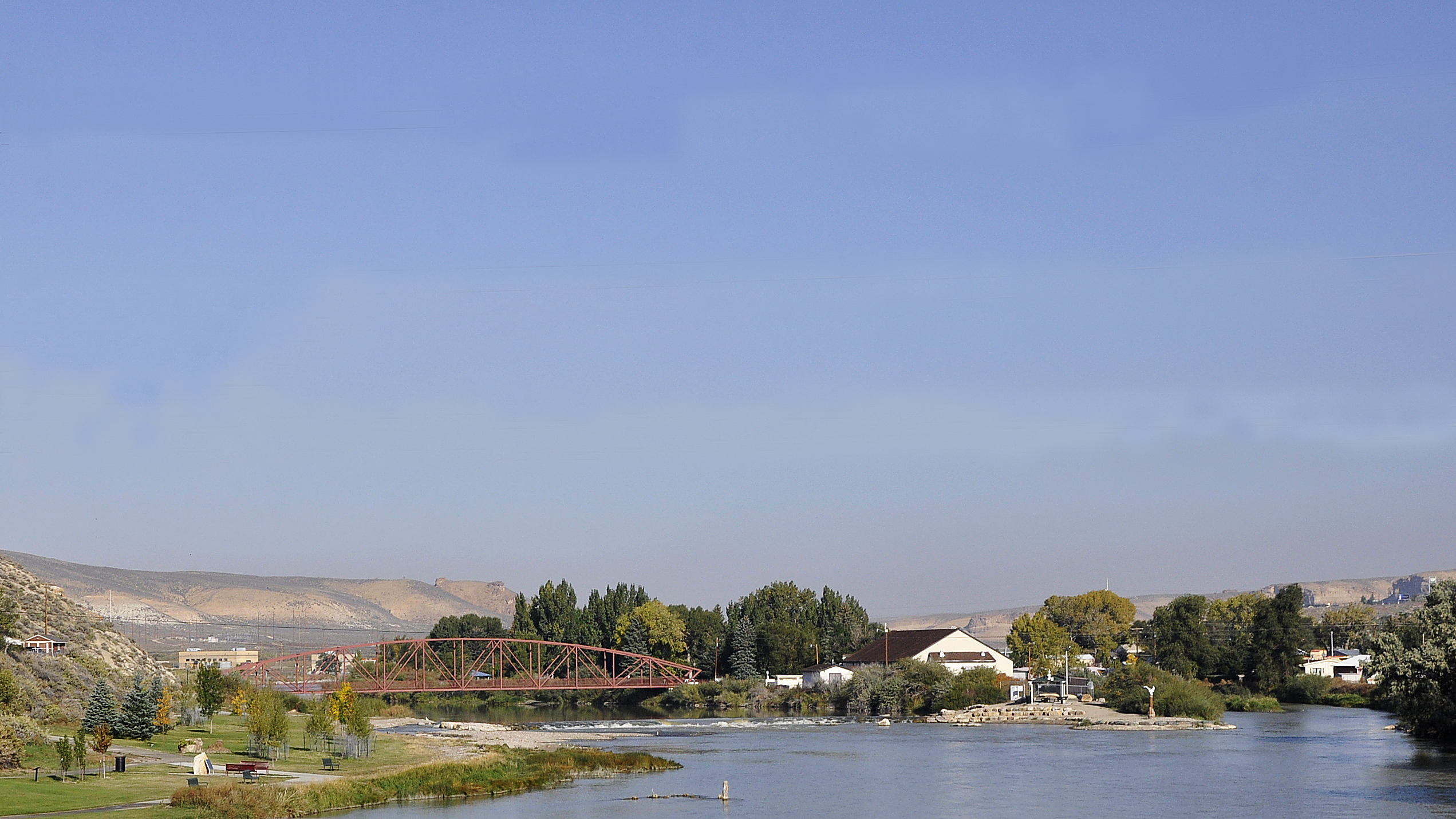
Expedition Island waar John Wesley Powell zijn geografische expeditie van 1869 startte

## Plaatsen in de nabije omgeving
De onderstaande figuur toont nabijgelegen plaatsen in een straal van 68 km rond Green River.